# Simpson (Automobilhersteller)
John Simpson war ein britischer Hersteller von Automobilen.

## Unternehmensgeschichte
John Simpson leitete das Unternehmen mit Sitz in Stirling. Er begann 1897 mit der Produktion von Automobilen. Der Markenname lautete Simpson. 1904 endete die Produktion. Insgesamt entstanden etwa 20 Fahrzeuge.
Eine andere Quelle gibt abweichende Daten an. So soll die Firmierung John Simpson & Bibby gelautet haben, der Sitz in Manchester gewesen sein, der Zeitraum von 1896 bis 1904 gewesen sein und außerdem große Lastkraftwagen gefertigt worden sein. Diese Details weisen auf ein Verwechseln mit Simpson & Bibby hin.

## Fahrzeuge
Das Unternehmen stellte Dampfwagen her. Ein frühes Modell hatte einen Vierzylinder-Dampfmotor mit 6 PS Leistung. Spätere Motoren leisteten 10 PS und 12 PS. Eine Abbildung zeigt einen Personenkraftwagen mit Vis-à-vis-Sitzanordnung.